# Jeremy Lusk
Jeremy Lusk (San Diego, 26 novembre 1984 – San Jose, 10 febbraio 2009) è stato un pilota motociclistico statunitense.
Era un pilota che correva nel Freestyle Motocross (FMX), faceva parte della crew dei MetalMulisha, ha vinto una medaglia d'oro e una d'argento agli X Games nel 2008 e un bronze helmet al Moto X World Championships nel 2008.

## Carriera
- 2008

X Games Mexico, Oro

X Games Moto X Best Trick, Argento

X Games freestyle, Oro
- 2008

X Games: Moto X Best Trick, Argento

Moto X Freestyle, Oro
- 2008 Red Bull X-Fighters, 3º posto
- 2008 Moto X World Championships Moto X Freestyle, Bronzo
- 2008 AST Dew Tour, 3º posto

## Morte
Il 9 febbraio 2009, Jeremy si è schiantato a terra mentre faceva l'"Heart Attack Indian Air Backflip" in una competizione freestyle di motocross a San Jose in Costa Rica, non riuscendo a chiudere il backflip è praticamente caduto di testa  ha riportato un trauma cranico con un esteso ematoma, lesioni cerebrali gravi e possibili lesioni del midollo spinale, entrò in coma con un'insufficienza cardiaca e respiratoria e venne portato al Rafael Ángel Calderón Guardia Hospital di San José, morì il giorno dopo. Lascia sua moglie Lauren